# Ириклинская ГЭС
Ирикли́нская ГЭС — гидроэлектростанция на реке Урал в Оренбургской области, у посёлка Ириклинский. Крупнейшая гидроэлектростанция на Урале. Собственник станции — ПАО «Интер РАО», Ириклинская ГЭС входит в единый производственный комплекс с Ириклинской ГРЭС.

## Конструкция станции
Конструктивно Ириклинская ГЭС представляет собой средненапорную плотинную гидроэлектростанцию с русловым зданием ГЭС (здание ГЭС входит в состав напорного фронта). Установленная мощность электростанции составляет 22,5 МВт, среднегодовая выработка электроэнергии — 70 млн кВт·ч. По сооружениям станции проложена автомобильная дорога. Сооружения гидроузла имеют II класс капитальности и включают в себя:
- каменно-набросную плотину длиной 448 м и высотой 36 м, с противофильтрационным экраном из суглинка;
- здание ГЭС, совмещённое с поверхностными водосливами. Семь водосливов пролётом по 10 м размещены в верхней части сооружения, имеют пропускную способность 5800 м³/с при НПУ и 10 300 м³/с при ФПУ.

В здании ГЭС установлены 4 вертикальных гидроагрегата мощностью по 7,5 МВт с радиально-осевыми турбинами РО-123-ВМ-200, работающими на расчётном напоре 30,5 м, из которых по состоянию на 2020 год находятся в эксплуатации 3 гидроагрегата. В здании ГЭС предусмотрена возможность установки ещё двух гидроагрегатов. Турбины приводят в действие генераторы ВГС 440/69-28. Производитель гидротурбин — Уральский завод гидромашин, генераторов — Уралэлектротяжмаш. Выработанная генераторами электроэнергия на напряжении 10,5 кВ подаётся на два трансформатора ТРДН-25000/110, а с них через открытое распределительное устройство (ОРУ) 110 кВ — в энергосистему по линии электропередачи ВЛ 110 кВ Ириклинская ГЭС — Ириклинская ГРЭС.
Напорные сооружения ГЭС образуют крупное Ириклинское водохранилище. Площадь водохранилища при нормальном подпорном уровне 260 км². Полная и полезная ёмкость водохранилища составляет 3,26 и 2,2 км³ соответственно, что позволяет осуществлять многолетнее регулирование стока. Отметка нормального подпорного уровня водохранилища составляет 245 м над уровнем моря (по Балтийской системе высот), форсированного подпорного уровня — 249 м, уровня мёртвого объёма — 233 м.

## История строительства и эксплуатации
Створ ГЭС был определен ещё в 1932 году в ходе изысканий, результатом которых стало создание схемы комплексного использования реки Урал. Строительство станции было санкционировано постановлением Экономсовета при Совнаркоме СССР «О строительстве гидроэлектростанций на реках Донбасса и Урала, а также водохранилищ для обеспечения промышленных районов Донбасса и Урала». Проектное задание Ириклинской ГЭС было разработано МосГИДЭПом в 1941 году, технический проект — в 1947 году (утверждён только в 1952 году).
Подготовительные работы по сооружению Ириклинской ГЭС были начаты в 1941 году, но с началом войны приостановлены и вновь возобновлены в 1943 году. Сооружение станции велось в сложных условиях, при нехватке техники, и сильно затянулось. В 1957 году было завершено строительство плотины и начато наполнение водохранилища. Первые два гидроагрегата были пущены 30 декабря 1958 года, остальные два — в 1959 году. Строительство станции было завершено в 1959 году, Ириклинское водохранилище впервые наполнено до НПУ в 1966 году.
В 2003 году были проведены значительные работы по реконструкции водобойного колодца станции, при этом санитарный попуск в объёме 25 м³/с пропускался в нижний бьеф по металлическим трубопроводам диаметром 1,6 м, такое решение применялось впервые в российской практике. Имеются проработки по замене гидроагрегатов ГЭС на новые, повышенной мощности. Основная задача Ириклинского гидроузла — регулирование стока реки Урал для обеспечения гарантированного водоснабжения промышленных предприятий (включая крупную Ириклинскую ГРЭС, а также предприятия орского промышленного узла) и населённых пунктов, а также защита от наводнений городов Орск и Новотроицк. Выработка электроэнергии на ГЭС осуществляется попутно. Ириклинская ГЭС структурно входит в состав филиала Ириклинская ГРЭС, входящего в состав АО «Интер РАО - Электрогенерация» (дочернее общество ПАО «Интер РАО»).
В 2020 году мощность станции снизилась с 30 МВт до 22,5 МВт в связи с выводом из эксплуатации гидроагрегата №2.